# Delabole
Delabole – wieś w Anglii, w Kornwalii. Leży 80 km na północny wschód od miasta Penzance i 337 km na zachód od Londynu. W 2001 miejscowość liczyła 2500 mieszkańców.